# Pseudocatolaccus transcaucasicus
Pseudocatolaccus transcaucasicus är en stekelart som beskrevs av Dzhanokmen och Herthevtzian 1990. Pseudocatolaccus transcaucasicus ingår i släktet Pseudocatolaccus och familjen puppglanssteklar.
Artens utbredningsområde är Armenien. Inga underarter finns listade i Catalogue of Life.